# Ти-ди Плэйс Стэдиум
«Ти-ди Плэйс Стэдиум» (англ. TD Place Stadium) — футбольный стадион, расположенный в городе Оттава, провинции Онтарио в Канаде. Вмещает 24 000 зрителей. Домашнее поле профессионального футбольного клуба «Оттава Фьюри» из Североамериканской футбольной лиги и клуба по канадскому футболу «Оттава Редблэкс» из Канадской футбольной лиги.
Стадион непосредственно прилегает к Парку Лэнсдаун.
Стадион является частью спортивного комплекса «Ти-ди Плэйс», также включающего в себя хоккейную арену на 10 000 мест, «Ти-ди Плэйс Арена», на которой выступает юниорский клуб «Оттава 67» из Хоккейной лиги Онтарио.

## История
7 января 2014 года стадион был переименован в «Ти-ди Плэйс Стэдиум». Права на коммерческое название были выкуплены международной финансовой корпорацией «Торонто-Доминион Банк» (более известной под названием TD Bank Group) на последующие десять лет за $1 млн в год.
До 2014 года носил название «Фрэнк Клэр Стэдиум» в честь выдающегося тренера и менеджера по канадскому футболу Фрэнка Клэра. До 1993 года именовался «Лэнсдаун Парк», по названию местности, где расположен.
На стадионе выступали команды Канадской футбольной лиги «Оттава Раф Райдерс» (в 1908—1996 гг.; команда — девятикратный обладатель Кубка Грея) и «Оттава Ренегейдс» (в 2002—2005 гг.).
Стадион принимал шесть розыгрышей Кубка Грея (1925, 1939, 1940, 1967, 1988, 2004).
На стадионе проходили некоторые матчи футбольного турнира Олимпиады 1976 года в Монреале и молодёжного футбольного чемпионата мира 2007 года.
На стадионе выступают команды по канадскому футболу университета Оттавы — «Оттава Джи-Джиз» и Карлтонского университета — «Карлтон Рейвенз».
В начале XXI века начались работы по перестройке стадиона в рамках программы обновления Лэнсдаун-парка. В 2008 и 2011 годах в два этапа были разрушены южные трибуны стадиона.